# Александер фон Вюртемберг (1771–1833)
Александер Фридрих Карл фон Вюртемберг (на немски: Alexander Friedrich Carl von Württemberg; * 24 април 1771, Монбеляр, Графство Вюртемберг-Монбеляр; † 4 юли 1833, Гота) е херцог/принц от Вюртемберг и руски политик и генерал. Той е прародител на днешния католически Дом Вюртемберг.

## Биография
Той е осмият син на херцог Фридрих Евгений II фон Вюртемберг (1732 – 1797) и съпругата му маркграфиня Фредерика Доротея от Бранденбург-Швет (1736 – 1798), дъщеря на маркграф Фридрих Вилхелм фон Бранденбург-Швет (1700 – 1771) и съпругата му София Доротея Мария Пруска (1719 – 1765), четвъртата сестра на пруския крал Фридрих Велики. Най-големият му брат Фридрих I Вилхелм Карл (1754 – 1816) е от 1806 г. първият крал на Вюртемберг. Сестра му София Доротея Августа (Мария Фьодоровна) (1759 – 1828) е омъжена 1776 г. за руския император Павел I. Сестра му Елизабет Вилхелмина Луиза (1767 – 1790) е омъжена 1788 г. за император Франц II (1768 – 1835).
Александер Фридрих Карл е от 1794 г. полковник на австрийска служба и през 1799 г., по препоръка на Александър Суворов, е приет в руската войска. През 1811 г. той става губернатор на Беларус. През 1812 г. се бие като генерал на руската войска против Наполеон при Смоленск и Бородино. От 1822 г. той ръководи руското министерство на транспорта.
През 1808 г. в Париж е приет в масонската ложа Phoenix и от 1810 г. на ложата Les amis réunis в Санкт Петербург.

## Фамилия
Александер Фридрих Карл фон Вюртемберг се жени на 17 ноември 1798 г. в Кобург, за принцеса Антоанета Ернестина Амалия фон Саксония-Кобург-Заалфелд (* 28 август 1779; † 14 март 1824), дъщеря на херцог Франц I фон Саксония-Кобург-Заалфелд (1750 – 1806) и графиня Августа Ройс Еберсдорф (1757 – 1831). Те имат пет деца:
- Антоанета Фридерика Августа Мария Анна (1799 – 1860), омъжена 23 декември 1832 г. в Кобург за херцог Ернст I фон Саксония-Кобург и Гота (1784 – 1844)
- Паул (1800 – 1802)
- Александер Фридрих Вилхелм (1804 – 1881), руски генерал, женен на 17 октомври 1837 г. за принцеса Мария Орлеанска (1813 – 1839), дъщеря на френския крал Луи-Филип (1773 – 1850)
- Ернст (1807 – 1868), руски генерал, женен на 21 август 1860 г. в Хамбург за Наталия Ешборн от 1860 „фон Грюнхоф“ (1836 – 1905)
- Фридрих (1810 – 1815)